# Катун (рід)

Племінний поділ «старої Чорногорії»

Катун (чорн. катун, італ. cathone)  — традиційна назва родових об'єднань в Чорногорії та Герцеговині.
Родовий устрій був характерний ще для іллірійців, які населяли ці землі до приходу слов'ян. Родичі, які складали іллірійський катун, мешкали поруч і все необхідне для себе виробляли самі, тож могли прожити на одному місці все життя і навіть не відвідати сусідньої гірської долини.
Слов'яни, які переселилися на Балкани у VI сторіччі, не лише прилаштували цей устрій до своїх потреб, а й зберегли назву «катун».
З утвердженням османської влади і втратою державної незалежності, чорногорці та герцеговинці змушені були повернутися до родового ладу, що був пристосований до нових умов. З часом на основі катунів виникли новочасні племена — зокрема Паштровичі, Малоншичі, Пєшівці, Піпері, Кучі, Білопавличі, Матагужі, Тузі, Хоті та Лужани.